# Törpeállam

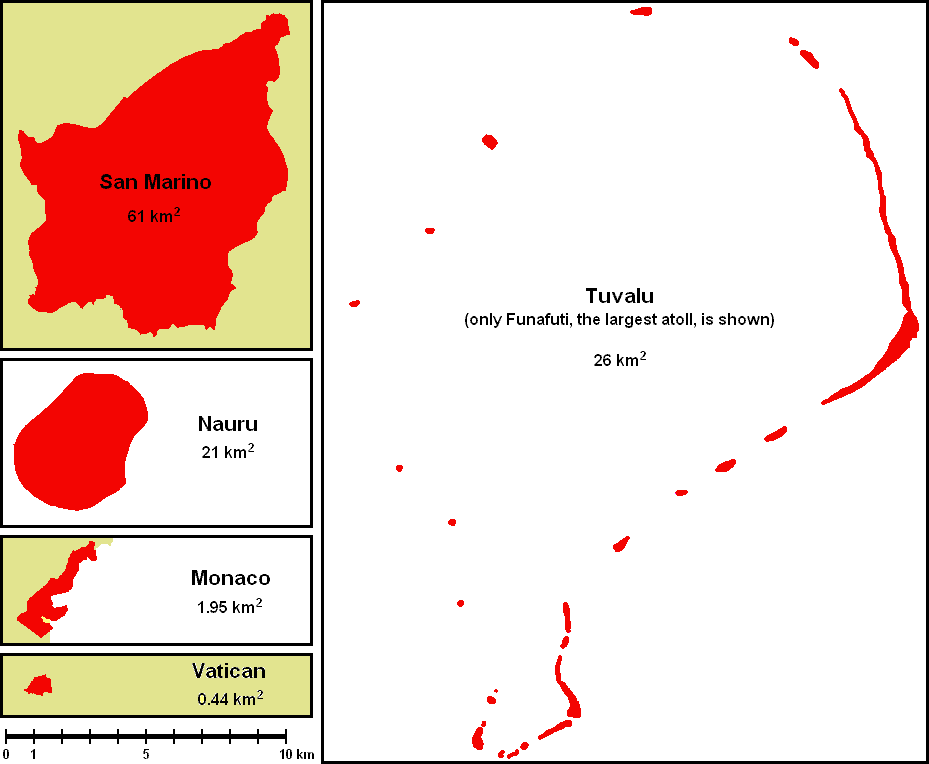
A Föld öt legkisebb országa: Vatikán, Monaco, Nauru, Tuvalu és San Marino

A törpeállam egy rendszerint kis területű és/vagy lakosságú független állam. Nem tévesztendők össze a mikronemzetekkel, amik szintén kis területű és/vagy lakosságú, de nemzetközileg nem elismert államok.
A törpeállamiság megállapítható terület nagyság vagy lakosság alapján. Területnagyságnál az 1000 km²-nél kisebb államokat (csak szárazföldi területet figyelembe véve, szigetállamoknál a felségvizek nem számítanak bele a területbe), míg lakosságszámot nézve a félmillió lakosnál kevesebbel bíró államokat számítjuk törpeállamnak.
A hagyományos értelemben csak a független államok számítanak törpeállamnak, a brit koronafüggőségek, a brit tengerentúli területek, Franciaország tengerentúli területei,  az Amerikai Egyesült Államok külbirtokai, Dánia és Hollandia tengerentúli autonóm államai, valamint a Kínai Népköztársaság különleges igazgatású területei nem.
Területnagyság szempontjából  Hongkong (mely 1104 km²-es nagyságával éppen kívül esik a határértéken),  Feröer,  Déli-Georgia és Déli-Sandwich-szigetek, a  Falkland-szigetek, a  Francia déli és antarktiszi területek,  Puerto Rico,  Francia Polinézia,  Új-Kaledónia és  Grönland kivételével valamennyi terület beletartozna a törpeállam kategóriába.
Lakosság szempontjából csak Puerto Rico (a közel négymilliós lakosságával) és Hongkong (hétmilliós lakosságával) nem tartozna a törpeállamok közé.
A teljesebb kép érdekében a szócikkben mind a lakosságszámot, mind a területnagyságot illetően kettő lista található; egyben csak a független államok, míg a másikban a függő területek és lakosságszámot illetően a de facto független államok is láthatóak (területnagyságra a de facto államok közül, amennyiben ezeket az értékéket vesszük, úgy nincs törpeállam).

## 1000 km²-nél kisebb területű államok

### Csak szuverén államok
| Sorszám | Állam                                 | Terület (km²) |
| ------- | ------------------------------------- | ------------- |
| 1       | Vatikán                               | 0.44          |
| 2       | Monaco                                | 1.95          |
| 3       | Nauru                                 | 21            |
| 4       | Tuvalu                                | 26            |
| 5       | San Marino                            | 61            |
| 6       | Liechtenstein                         | 160           |
| 7       | Marshall-szigetek                     | 181           |
| 8       | Saint Kitts és Nevis                  | 261           |
| 9       | Maldív-szigetek                       | 298           |
| 10      | Málta                                 | 316           |
| 11      | Grenada                               | 344           |
| 12      | Saint Vincent és a Grenadine-szigetek | 398           |
| 13      | Barbados                              | 430           |
| 14      | Antigua és Barbuda                    | 442           |
| 15      | Seychelle-szigetek                    | 452           |
| 16      | Palau                                 | 459           |
| 17      | Andorra                               | 468           |
| 18      | Saint Lucia                           | 539           |
| 19      | Mikronézia                            | 702           |
| 20      | Szingapúr                             | 710           |
| 21      | Kiribati                              | 726           |
| 22      | Tonga                                 | 747           |
| 23      | Dominikai Közösség                    | 751           |
| 24      | Bahrein                               | 758           |
| 25      | São Tomé és Príncipe                  | 964           |

### Szuverén államok és függő területek
| Sorszám | Állam                                                                                            | Terület (km²) |
| ------- | ------------------------------------------------------------------------------------------------ | ------------- |
| 1       | Vatikán                                                                                          | 0.44          |
| 2       | Monaco                                                                                           | 1.95          |
| 3       | Gibraltár (Brit tengerentúli terület)                                                            | 6             |
| 4       | Tokelau-szigetek (Új-Zéland függő területe)                                                      | 12            |
| 5       | Kókusz (Keeling)-szigetek (Ausztrália függő területe)                                            | 14            |
| 6       | Nauru                                                                                            | 21            |
| 7       | Saint-Barthélemy (COM)                                                                           | 24            |
| 8       | Tuvalu                                                                                           | 26            |
| 9       | Makaó (Kínai Népköztársaság különleges igazgatású területe)                                      | 30            |
| 10      | Sint Maarten (Hollandia autonóm területe)                                                        | 34            |
| 11      | Norfolk-sziget (Ausztrália függő területe)                                                       | 36            |
| 12      | Pitcairn-szigetek (Brit tengerentúli terület)                                                    | 47            |
| 13      | Bouvet-sziget (Norvégia külbirtoka)                                                              | 49            |
| 14      | Bermuda (Brit tengerentúli terület)                                                              | 54            |
| 15      | Fájl:Flag of Saint Martin (local).svg Saint-Martin (COM)                                         | 56            |
| 16      | Brit Indiai-óceáni Terület (Brit tengerentúli terület)                                           | 60            |
| 17      | San Marino                                                                                       | 61            |
| 18      | Guernsey (Brit koronafüggőség)                                                                   | 78            |
| 19      | Anguilla (Brit tengerentúli terület)                                                             | 91            |
| 20      | Montserrat (Brit tengerentúli terület)                                                           | 102           |
| 21      | Jersey (Brit koronafüggőség)                                                                     | 116           |
| 22      | Karácsony-sziget (Ausztrália függő területe)                                                     | 135           |
| 23      | Wallis és Futuna (TOM)                                                                           | 142           |
| 24      | Brit Virgin-szigetek (Brit tengerentúli terület)                                                 | 151           |
| 25      | Liechtenstein                                                                                    | 160           |
| 26      | Marshall-szigetek                                                                                | 181           |
| 27      | Aruba (Hollandia autonóm területe)                                                               | 193           |
| 28      | Amerikai Szamoa (USA függő területe)                                                             | 199           |
| 29      | Cook-szigetek (Új-Zéland függő területe)                                                         | 236           |
| 30      | Saint-Pierre és Miquelon (TOM)                                                                   | 242           |
| 31      | Akrotíri és Dekélia (Brit tengerentúli terület)                                                  | 254           |
| 32      | Niue (Új-Zéland függő területe)                                                                  | 260           |
| 33      | Saint Kitts és Nevis                                                                             | 261           |
| 34      | Kajmán-szigetek (Brit tengerentúli terület)                                                      | 264           |
| 35      | Maldív-szigetek                                                                                  | 298           |
| 36      | Szent Ilona (Brit tengerentúli terület)Ascension-szigettel és Tristan da Cunha szigetével együtt | 308           |
| 37      | Málta                                                                                            | 316           |
| 38      | Grenada                                                                                          | 344           |
| 39      | Amerikai Szamoa (USA függő területe)                                                             | 347           |
| 40      | Saint Vincent és a Grenadine-szigetek                                                            | 398           |
| 41      | Heard-sziget és McDonald-szigetek (Ausztrália függő területe)                                    | 412           |
| 42      | Barbados                                                                                         | 430           |
| 43      | Antigua és Barbuda                                                                               | 442           |
| 44      | Curaçao (Hollandia autonóm területe)                                                             | 444           |
| 45      | Seychelle-szigetek                                                                               | 452           |
| 46      | Palau                                                                                            | 459           |
| 47      | Északi-Mariana-szigetek (USA függő területe)                                                     | 464           |
| 48      | Andorra                                                                                          | 468           |
| 49      | Saint Lucia                                                                                      | 539           |
| 50      | Guam (USA függő területe)                                                                        | 549           |
| 51      | Man sziget (Brit koronafüggőség)                                                                 | 572           |
| 52      | Mikronézia                                                                                       | 702           |
| 53      | Szingapúr                                                                                        | 710           |
| 54      | Kiribati                                                                                         | 726           |
| 55      | Tonga                                                                                            | 747           |
| 56      | Dominikai Közösség                                                                               | 751           |
| 57      | Bahrein                                                                                          | 758           |
| 58      | Turks- és Caicos-szigetek (Brit tengerentúli terület)                                            | 948           |
| 59      | São Tomé és Príncipe                                                                             | 964           |

## Félmilliónál kevesebb lakossal rendelkező államok

### Csak szuverén államok
| Sorszám | Állam                                 | Lakosság (fő) | Dátum               | % a világ népességéből | Forrás                                                                                |
| ------- | ------------------------------------- | ------------- | ------------------- | ---------------------- | ------------------------------------------------------------------------------------- |
| 1       | Vatikán                               | 800           | 2012. július 1.     | 0,000011%              | Hivatalos becslés Archiválva 2017. február 2-i dátummal a Wayback Machine-ben         |
| 2       | Nauru                                 | 9 945         | 2011. október 30.   | 0,00014%               | 2011-es népszámlálási adat                                                            |
| 3       | Tuvalu                                | 11 323        | 2013. július 1.     | 0,00016%               | Hivatalos becslés                                                                     |
| 4       | Palau                                 | 20 901        | 2013 július 1.      | 0,00029%               | Hivatalos becslés                                                                     |
| 5       | San Marino                            | 32 438        | 2013. július 31.    | 0,00046%               | Hivatalos becslés Archiválva 2012. december 28-i dátummal a Wayback Machine-ben       |
| 6       | Monaco                                | 36 136        | 2012. december 31.  | 0,00051%               | Hivatalos becslés                                                                     |
| 7       | Liechtenstein                         | 36 842        | 2012. december 31.  | 0,00052%               | Hivatalos becslés                                                                     |
| 8       | Saint Kitts és Nevis                  | 54 000        | 2013. július 1.     | 0,00076%               | ENSZ (becslés)                                                                        |
| 9       | Marshall-szigetek                     | 66 086        | 2013. július 1.     | 0,00079%               | Hivatalos becslés                                                                     |
| 10      | Dominikai Közösség                    | 71 293        | 2011. május 14.     | 0,0010%                | 2011-es népszámlálási adat Archiválva 2019. június 8-i dátummal a Wayback Machine-ben |
| 11      | Andorra                               | 76 246        | 2012. július 1.     | 0,0011%                | Hivatalos becslés                                                                     |
| 12      | Antigua és Barbuda                    | 86 295        | 2011. március 27.   | 0,0012%                | 2011-es népszámlálási adat                                                            |
| 13      | Seychelle-szigetek                    | 90 954        | 2010. augusztus 26. | 0,0013%                | 2010-es népszámlálási adat                                                            |
| 14      | Mikronézia                            | 101 351       | 2013. július 1.     | 0,0014%                | Hivatalos becslés                                                                     |
| 15      | Tonga                                 | 103 036       | 2011. november 30.  | 0,0014%                | 2011-es népszámlálási adat                                                            |
| 16      | Grenada                               | 103 328       | 2011. május 12.     | 0,0015%                | 2011-es népszámlálási adat                                                            |
| 17      | Kiribati                              | 106 461       | 2013. július 1.     | 0,0015%                | Hivatalos becslés                                                                     |
| 18      | Saint Vincent és a Grenadine-szigetek | 109 000       | 2013. július 1.     | 0,0015%                | ENSZ (becslés)                                                                        |
| 19      | Saint Lucia                           | 166 526       | 2010. május 10.     | 0,0023%                | 2010-es népszámlálási adat                                                            |
| 20      | São Tomé és Príncipe                  | 187 356       | 2012. május 13.     | 0,0026%                | 2012-es népszámlálási adat                                                            |
| 21      | Szamoa                                | 187 820       | 2011. november 7.   | 0,0026%                | Final 2011-es népszámlálási adat                                                      |
| 22      | Vanuatu                               | 264 652       | 2013. július 1.     | 0,0037%                | Hivatalos becslés                                                                     |
| 23      | Barbados                              | 274 200       | 2010. július 1.     | 0,0039%                | Hivatalos becslés                                                                     |
| 24      | Belize                                | 312 971       | 2010. május 2.      | 0,0044%                | 2010-es népszámlálás eredménye                                                        |
| 25      | Maldív-szigetek                       | 317 280       | 2010. július 1.     | 0,0045%                | Hivatalos becslés                                                                     |
| 26      | Izland                                | 332 810       | 2013. július 1.     | 0,0046%                | Hivatalos becslés                                                                     |
| 27      | Bahama-szigetek                       | 351 461       | 2010. május 3.      | 0,0049%                | 2010-es népszámlálási adat                                                            |
| 28      | Brunei                                | 393 162       | 2011. június 20.    | 0,0055%                | 2011-es népszámlálási adat                                                            |
| 29      | Málta                                 | 416 055       | 2011 november 20.   | 0,0058%                | 2011-es népszámlálási adat                                                            |
| 30      | Zöld-foki Köztársaság                 | 491 875       | 2010. június 16.    | 0,0069%                | 2010-es népszámlálási adat                                                            |

### Szuverén államok, de facto államok és függő területek
Kiegészítés: A függő területet és a nemzetközileg el nem ismert de facto országokat dőlt betűvel jelezzük. A függő területek neve mögött mindig megtalálható az anyaország is, illetve, hogy azzal milyen típusú függésben áll.

| #  | Ország (vagy függő terület)                                                                                         | Népesség | Dátum                | % a világ népességéből | Forrás                                                                                     |
| -- | --- | -------- | -------------------- | ---------------------- | ------------------------------------------------------------------------------------------ |
| 1  | Zöld-foki Köztársaság                                                                                               | 491,875  | 2010. június 16.     | 0,0069%                | 2010-es népszámlálási adat                                                                 |
| 2  | Málta | 416,055  | 2011 november 20.    | 0,0058%                | 2011-es népszámlálási adat                                                                 |
| 3  | Guadeloupe (Franciaország tengerentúli megyéje)                                                                     | 403,355  | 2010. január 1.      | 0,0057%                | Hivatalos becslés                                                                          |
| 4  | Martinique (Franciaország tengerentúli megyéje)                                                                     | 394,173  | 2010. január 1.      | 0,0055%                | Hivatalos becslés                                                                          |
| 5  | Brunei | 393,162  | 2011. június 20.     | 0,0055%                | 2011-es népszámlálási adat                                                                 |
| 6  | Bahama-szigetek | 351,461  | 2010. május 3.       | 0,0049%                | 2010-es népszámlálási adat                                                                 |
| 7  | Izland | 332,810  | 2013. július 1.      | 0,0046%                | Hivatalos becslés                                                                          |
| 8  | Maldív-szigetek | 317,280  | 2010. július 1.      | 0,0045%                | Hivatalos becslés                                                                          |
| 9  | Belize | 312,971  | 2010. május 2.       | 0,0044%                | 2010-es népszámlálás eredménye                                                             |
| 10 | Észak-Ciprus | 294,906  | 2006. május          | 0,0041%                | [ halott link ]                                                                            |
| 11 | Barbados | 274,200  | 2010. július 1.      | 0,0039%                | Hivatalos becslés                                                                          |
| 12 | Francia Polinézia · (TOM)                                                                                           | 268,270  | 2012. augusztus 22.  | 0,0038%                | 2012-es népszámlálási adat                                                                 |
| 13 | Vanuatu | 264,652  | 2013. július 1.      | 0,0037%                | Hivatalos becslés                                                                          |
| 14 | Új-Kaledónia · (TOM)                                                                                                | 258,958  | 2013. július 1.      | 0,0036%                | Hivatalos becslés                                                                          |
| 15 | Abházia | 242,862  | 2011.                | 0,0034%                | 2011-es népszámlálási adat                                                                 |
| 16 | Francia Guyana · (Franciaország tengerentúli megyéje)                                                               | 229, 040 | 2010. január 1.      | 0,0032%                | Hivatalos becslés                                                                          |
| 17 | Mayotte (Franciaország tengerentúli megyéje)                                                                        | 212,600  | 2012. augusztus 21.  | 0,0030%                | 2012-es népszámlálási adat                                                                 |
| 18 | Szamoa | 187,820  | 2011. november 7.    | 0,0026%                | Final 2011-es népszámlálási adat                                                           |
| 19 | São Tomé és Príncipe                                                                                                | 187,356  | 2012. május 13.      | 0,0026%                | 2012-es népszámlálási adat                                                                 |
| 20 | Saint Lucia | 166,526  | 2010. május 10.      | 0,0023%                | 2010-es népszámlálási adat                                                                 |
| 21 | Guam (Az USA önkormányzattal nem rendelkező területe)                                                               | 159,358  | 2010. április 1.     | 0,0022%                | 2010-es népszámlálási adat                                                                 |
| 22 | Curaçao · Hollandia társult állama                                                                                  | 150,563  | 2011. március 26.    | 0,0021%                | 2011-es népszámlálási adat                                                                 |
| 23 | Hegyi-Karabah Köztársaság                                                                                           | 138,000  | 2007. március 1.     | 0,0017%                | Becslés                                                                                    |
| 24 | Saint Vincent és a Grenadine-szigetek                                                                               | 109,000  | 2013. július 1.      | 0,0015%                | ENSZ (becslés)                                                                             |
| 25 | Kiribati | 106,461  | 2013. július 1.      | 0,0015%                | Hivatalos becslés                                                                          |
| 26 | Amerikai Virgin-szigetek · (USA önkormányzattal nem rendelkező területe)                                            | 106,405  | 2010. április 1.     | 0,0015%                | 2010-es népszámlálási adat                                                                 |
| 27 | Grenada | 103,328  | 2011. május 12.      | 0,0015%                | 2011-es népszámlálási adat                                                                 |
| 28 | Tonga | 103,036  | 2011. november 30.   | 0,0014%                | 2011-es népszámlálási adat                                                                 |
| 29 | Aruba · Hollandia társult állama                                                                                    | 101,484  | 2010. szeptember 29. | 0,0014%                | 2010-es népszámlálási adat                                                                 |
| 30 | Mikronézia | 101,351  | 2013. július 1.      | 0,0014%                | Hivatalos becslés                                                                          |
| 31 | Jersey Bailiffség · (Brit koronafüggőség)                                                                           | 97,857   | 2011. március 27.    | 0,0014%                | 2011-es népszámlálási adat Archiválva 2012. szeptember 18-i dátummal a Wayback Machine-ben |
| 32 | Seychelle-szigetek                                                                                                  | 90,954   | 2010. augusztus 26.  | 0,0013%                | 2010-es népszámlálási adat                                                                 |
| 33 | Antigua és Barbuda                                                                                                  | 86,295   | 2011. március 27.    | 0,0012%                | 2011-es népszámlálási adat                                                                 |
| 34 | Man-sziget · (Brit koronafüggőség)                                                                                  | 84,497   | 2011. március 27.    | 0,0012%                | 2011-es népszámlálási adat                                                                 |
| 35 | Andorra | 76,246   | 2012. július 1.      | 0,0011%                | Hivatalos becslés                                                                          |
| 36 | Dominikai Közösség                                                                                                  | 71,293   | 2011. május 14.      | 0,0010%                | 2011-es népszámlálási adat Archiválva 2019. június 8-i dátummal a Wayback Machine-ben      |
| 37 | Dél-Oszétia | 70,000   | 2007.                | 0,0010%                | Becslés                                                                                    |
| 38 | Bermuda · (Brit tengerentúli terület)                                                                               | 64,237   | 2010. május 20.      | 0,0009%                | 2010-es népszámlálási adat                                                                 |
| 39 | Guernsey Bailiffség · (Brit koronafüggőség)                                                                         | 62,431   | 2010. március 31.    | 0,00088%               | Hivatalos becslés                                                                          |
| 40 | Grönland · A Dán Királyság autonóm része                                                                            | 56,370   | 2013. január 1.      | 0,00079%               | Hivatalos becslés                                                                          |
| 41 | Marshall-szigetek                                                                                                   | 56,086   | 2013. július 1.      | 0,00079%               | Hivatalos becslés                                                                          |
| 42 | Amerikai Szamoa · (USA önkormányzattal nem rendelkező területe)                                                     | 55,519   | 2010. április 1.     | 0,00078%               | 2010-es népszámlálási adat                                                                 |
| 43 | Kajmán-szigetek · (Brit tengerentúli terület)                                                                       | 55,465   | 2010. október 10.    | 0,00078%               | 2010-es népszámlálási adat                                                                 |
| 44 | Saint Kitts és Nevis                                                                                                | 54,000   | 2013. július 1.      | 0,00076%               | ENSZ (becslés)                                                                             |
| 45 | Északi-Mariana-szigetek · (Az USA társult állama)                                                                   | 53,883   | 2010. április 1.     | 0,00076%               | 2010-es népszámlálási adat                                                                 |
| 46 | Feröer · A Dán Királyság autonóm része                                                                              | 48,346   | 2013. június 1.      | 0,00068%               | Hivatalos becslés                                                                          |
| 47 | Sint Maarten · Hollandia társult állama                                                                             | 37,429   | 2010. január 1.      | 0,00053%               | Hivatalos becslés                                                                          |
| 48 | Saint-Martin · (Franciaország tengerentúli társult területe)                                                        | 36,979   | 2010. január 1.      | 0,00052%               | Hivatalos becslés                                                                          |
| 49 | Liechtenstein | 36,842   | 2012. december 31.   | 0,00052%               | Hivatalos becslés                                                                          |
| 50 | Monaco | 36,136   | 2012. december 31.   | 0,00051%               | Hivatalos becslés                                                                          |
| 51 | San Marino | 32,438   | 2013. július 31.     | 0,00046%               | Hivatalos becslés Archiválva 2012. december 28-i dátummal a Wayback Machine-ben            |
| 52 | Turks- és Caicos-szigetek · (Brit tengerentúli terület)                                                             | 31,458   | 2012. január 25.     | 0,00044%               | 2012-es népszámlálási adat                                                                 |
| 53 | Gibraltár · (Brit tengerentúli terület)                                                                             | 29,752   | 2011. július 1.      | 0,00042%               | Hivatalos becslés                                                                          |
| 54 | Brit Virgin-szigetek · (Brit tengerentúli terület)                                                                  | 29,537   | 2010. július 1.      | 0,00042%               | Hivatalos becslés                                                                          |
| 56 | Åland · Finnország autonóm része                                                                                    | 28,502   | 2012. december 31.   | 0,00040%               | Hivatalos becslés Archiválva 2016. november 15-i dátummal a Wayback Machine-ben            |
| 57 | Holland Karib-szigetek · (Magában foglalja Bonaire, Saba és Sint Eustatius szigetét · Hollandia tengerentúli részei | 21,133   | 2011. január 1.      | 0,00030%               | Hivatalos becslés                                                                          |
| 58 | Palau | 20,901   | 2013 július 1.       | 0,00029%               | Hivatalos becslés                                                                          |
| 59 | Cook-szigetek · (Új-Zéland társult állama)                                                                          | 14,974   | 2011. december 1.    | 0,00021%               | 2011-es népszámlálási adat                                                                 |
| 60 | Akrotíri és Dekélia (Brit tengerentúli terület)                                                                     | 14,500   |                      | 0,00019%               | Becslés                                                                                    |
| 61 | Anguilla · (Brit tengerentúli terület)                                                                              | 13,452   | 2011. május 11.      | 0,00019%               | 2011-es népszámlálási adat                                                                 |
| 62 | Wallis és Futuna (TOM)                                                                                              | 13,135   | 2013. július 1.      | 0,00018%               | Hivatalos becslés                                                                          |
| 63 | Tuvalu | 11,323   | 2013. július 1.      | 0,00016%               | Hivatalos becslés                                                                          |
| 64 | Nauru | 9,945    | 2011. október 30.    | 0,00014%               | 2011-es népszámlálási adat                                                                 |
| 65 | Saint-Barthélemy · (Franciaország tengerentúli társult területe)                                                    | 8,938    | 2010. január 1.      | 0,00013%               | Hivatalos becslés                                                                          |
| 66 | Saint-Pierre és Miquelon (Franciaország tengerentúli társult területe)                                              | 6,081    | 2010. január 1.      | 0,000085%              | Hivatalos becslés                                                                          |
| 67 | Montserrat · (Brit tengerentúli terület)                                                                            | 4,922    | 2011. május 12.      | 0,000069%              | 2011-es népszámlálási adat Archiválva 2019. április 3-i dátummal a Wayback Machine-ben     |
| 68 | Szent Ilona, Ascension és Tristan da Cunha · (Brit tengerentúli terület)                                            | 4,000    | 2013. július 1.      | 0,000056%              | ENSZ (becslés)                                                                             |
| 69 | Spitzbergák és a Jan Mayen-sziget Norvégia külső területei                                                          | 2,655    | 2012. szeptember 1.  | 0,000037%              | Hivatalos becslés                                                                          |
| 70 | Falkland-szigetek · (Brit tengerentúli terület)                                                                     | 2,563    | 2012. április 15.    | 0,000036%              | 2012-es népszámlálási adat                                                                 |
| 71 | Norfolk-sziget · (Ausztrália függő területe)                                                                        | 2,302    | 2011. augusztus 9.   | 0,000032%              | 2011-es népszámlálási adat                                                                 |
| 72 | Karácsony-sziget · (Ausztrália függő területe)                                                                      | 2,072    | 2011. augusztus 9.   | 0,000029%              | 2011-es népszámlálási adat                                                                 |
| 73 | Niue · (Új-Zéland társult állama)                                                                                   | 1,613    | 2011. szeptember 10. | 0,000023%              | Final 2011-es népszámlálási adat                                                           |
| 74 | Tokelau-szigetek · (Új-Zéland külbirtoka)                                                                           | 1,411    | 2011. október 18.    | 0,000020%              | Final 2011-es népszámlálási adat                                                           |
| 75 | Vatikán | 800      | 2012. július 1.      | 0,000011%              | Hivatalos becslés Archiválva 2017. február 2-i dátummal a Wayback Machine-ben              |
| 76 | Kókusz-szigetek · (Ausztrália függő területe)                                                                       | 550      | 2011. augusztus 9.   | 0,0000077%             | 2011-es népszámlálási adat                                                                 |
| 77 | Pitcairn-szigetek · (Brit tengerentúli terület)                                                                     | 66       | 2008. július 1.      | 0,00000093%            | 2008-as népszámlálási adat                                                                 |

A listában nem szerepel:  Máltai lovagrend.